# Xanh Phổ (dùng trong y tế)
Màu xanh Phổ, còn được gọi là kali ferric hexacyanoferrate, có thể được sử dụng với mục đích y tế để điều trị ngộ độc thallium hoặc nhiễm độc cesium phóng xạ. Nếu để trị độc thallium, thuốc này có thể kết hợp với rửa dạ dày, than hoạt tính, thuốc lợi tiểu và chạy thận nhân tạo để đạt hiệu quả cao. Chúng được đưa vào cơ thể bằng đường miệng hoặc nhờ ống thông mũi. Xanh Phổ cũng được cho vào với nước tiểu để kiểm tra sự thiếu hụt G6PD.
Các tác dụng phụ có thể bao gồm táo bón, kali máu thấp và phân có màu tối. Trong trường hợp sử dụng thuốc lâu dài, mồ hôi có thể chuyển sang màu xanh. Thuốc này hoạt động bằng cách liên kết và từ đó ngăn chặn hấp thụ của thallium và cesium trong ruột.
Xanh Phổ đã được phát triển từ khoảng năm 1706. Nó nằm trong danh sách các thuốc thiết yếu của Tổ chức Y tế Thế giới, tức là nhóm các loại thuốc hiệu quả và an toàn nhất cần thiết trong một hệ thống y tế. Tính đến năm 2016, dược phẩm này chỉ được chấp thuận cho sử dụng y tế tại Đức và Hoa Kỳ.  Tại Hoa Kỳ, một đợt điều trị có giá hơn 200 USD. Việc sử dụng sắc tố xanh Phổ cho mục đích y tế có thể còn rất khó khăn ở nhiều nơi trên thế giới, bao gồm cả các nước phát triển.